# Kościół św. Jadwigi w Pszczynie
Kościół św. Jadwigi – kościół katolicki, który znajdował się w Starej Wsi, po I wojnie światowej w granicach Pszczyny. Stał na terenie istniejącego do dziś cmentarza św. Jadwigi, w jego (wówczas) centralnej części (miejsce wyróżnia się do dziś). Spalony na skutek działań wojennych w pierwszych dniach września 1939 r.

## Historia
Zbudowany w 1501 roku lub na przełomie XVI i XVII wieku, kościół był drewniany, konstrukcji zrębowej. Orientowany, jednonawowy, kryty gontem, od zachodu posiadał wieżę konstrukcji słupowej, dobudowaną w XVII w. Być może był pierwotnie kościołem parafialnym, chociaż w źródłach wymieniany jest później jako kościół filialny. Zniszczony, został odbudowany w 1918 roku. Decyzją z 18 października 1929 kościół wpisano do rejestru zabytków (nr rej. 30). Znawca sztuki śląskiej i dyrektor Muzeum Śląskiego w Katowicach, dr Tadeusz Dobrowolski, pisał w tym samym czasie: Najpiękniejszym może pomnikiem gotyckiej rzeźby w Województwie są grupy figuralne i płaskorzeźby z roku około 1500, włączone w nowy ołtarz kościoła św. Jadwigi w Pszczynie, a więc: delikatnie traktowana grupa środkowa z Matką Boską i św. Jadwigą, skrzydła boczne z płaskorzeźbami wyobrażającemi dwóch św. Janów i sceny z legendy św. Jadwigi Śląskiej, oraz w predelli umieszczone  dwie grupy czternastu Świętych Pańskich.
Obiekt został spalony przez wojska hitlerowskie w pierwszych dniach II wojny światowej. Uratowana część wyposażenia przechowywana jest w zbiorach muzealnych muzeów na terenie województwa śląskiego.